# Hyporthodus quernus
Hyporthodus quernus là một loài cá biển thuộc chi Hyporthodus trong họ Cá mú. Loài này được mô tả lần đầu tiên vào năm 1901.

## Phân bố và môi trường sống
H. quernus có phạm vi phân bố ở Bắc Thái Bình Dương. Đây là một loài đặc hữu của quần đảo Hawaii và đảo san hô Johnston. Chúng sống ở vùng nước sâu, khoảng từ 20 đến 380 m.

## Mô tả
Chiều dài cơ thể và trọng lượng tối đa đã được ghi nhận ở H. quernus là 122 cm và gần 23 kg. H. quernus là loài lưỡng tính tiền nữ, và chuyển thành cá đực khi đạt chiều dài gần 90 cm; một số cá thể mái đã chuyển thành cá đực khi đạt đến chiều dài khoảng 75 cm. Mùa sinh sản của chúng diễn ra từ tháng 2 đến tháng 6, đỉnh điểm là vào tháng 3.
Cá con có màu nâu xám hoặc màu nâu sẫm với 8 hàng đốm trắng dọc theo cơ thể. Cá trưởng thành có màu nâu sẫm; không có các đốm chấm ở trên vây.
Thức ăn chủ yếu của H. quernus là cá và động vật giáp xác.